# Distretto rurale di Amersham
Il distretto rurale di Amersham era un distretto rurale nella contea amministrativa del Buckinghamshire, in Inghilterra, dal 1894 al 1974. Il distretto rurale ha assunto le responsabilità dello smantellato distretto sanitario rurale di Amersham. Circondava completamente la città di Chesham ma non la includeva. I distretti rurali di Chesham e Amersham sono stati fusi per formare il distretto di Chiltern in base alla Local Government Act 1972.

## Parrocchie civili
Le parrocchie erano originariamente:
- Amersham
- Ashley Green (creata nel 1897 da una parte di Chesham)
- Chalfont St. Giles
- Chalfont St. Peter
- Chartridge (creata nel 1899 da una parte di Chesham)
- Chenies
- Chesham Bois
- Cholesbury-cum-St. Leonards (creata nel 1934 da 4 parrocchie più parti di terra precedentemente nel distretto rurale di Aylesbury)
- Coleshill
- Great Missenden
- Latimer (creata nel 1899 da una parte di Chesham)
- Little Missenden (fino al 1930)
- Penn
- Seer Green
- The Lee